# Uvaria eucincta
Uvaria eucincta är en kirimojaväxtart som beskrevs av Richard Henry Beddome och Stephen Troyte Dunn. Uvaria eucincta ingår i släktet Uvaria och familjen kirimojaväxter. Inga underarter finns listade i Catalogue of Life.